# Michael Zywietz
Michael Zywietz (* 1964 in Sevelen/Rheinland)  ist ein deutscher Musikwissenschaftler. Er lehrt seit 2005 an der Hochschule für Künste Bremen.

## Leben
Michael Zywietz studierte das künstlerische Hauptfach Orgel an der Robert Schumann Hochschule Düsseldorf (Abschluss mit dem Diplom) sowie Musikwissenschaft, Germanistik und Philosophie an den Universitäten von Bochum und Münster. 1995 wurde er bei Klaus Hortschansky promoviert („Adolf Bernhard Marx und das Oratorium in Berlin“).
Ab 1995 wirkte er als Wissenschaftlicher Assistent am Musikwissenschaftlichen Seminar der Universität Münster; 1998 wurde er beurlaubt für ein Habilitationsstipendium des DAAD (Forschungsaufenthalt in Spanien). 1999 erfolgte seine Habilitation in Münster („Musik am Hofe Karls V.“). Ab 2000 war er Hochschuldozent am Musikwissenschaftlichen Institut der Eberhard Karls Universität Tübingen. Dort war er Mitglied des Graduiertenkollegs „Ars und scientia im Mittelalter und der Frühen Neuzeit“. Von 2005 bis 2007 nahm er die Vertretung des Lehrstuhls für Musikwissenschaft an der Musikhochschule Bremen wahr, dort ist er seit 2007 ordentlicher Professor für Musikwissenschaft.
Zywietz' Forschungsschwerpunkte sind die Musikgeschichte des Spätmittelalters und der Renaissance (1400–1600), die Oper und das Oratorium im 18. und 19. Jahrhundert (insbesondere Georg Friedrich Händel und Richard Wagner), Probleme der Gattungsgeschichte, die Kirchenmusik des 20. und 21. Jahrhunderts sowie inter- bzw. transdisziplinäre Themen (Musik und Sprache, Literatur, Rhetorik).
2006 war Zywietz Preisträger im Bundeswettbewerb „Geist begeistert“ zum Jahr der Geisteswissenschaften.

## Publikationen (Bücher)
- Adolf Bernhard Marx und das Oratorium in Berlin (= Schriften zur Musikwissenschaft aus Münster, Bd. 9). Eisenach 1996 (Dissertation).
- Grenzgebiete. Festschrift Klaus Hortschansky zum 65. Geburtstag, hrsg. von Michael Zywietz (= Schriften zur Musikwissenschaft aus Münster, Bd. 15). Eisenach 2000.
- Gattungen und Formen des Oratoriums im 19. Jahrhundert, hrsg. von Michael Zywietz und Detlef Altenburg Kongressbericht Weimar 2002 (Dr. i. Vorb.)
- Orgel und Liturgie. Festschrift zur Orgelweihe in St. Lamberti, hrsg. von Michael Zywietz. Münster u. a. 2004.
- Gattungen und Formen des europäischen Liedes vom 14. bis zum 16. Jahrhundert, hrsg. von Michael Zywietz, Volker Honemann und Christian Bettels. Münster u. a. 2005.
- Spohr und seine Zeitgenossen, hrsg. von Michael Zywietz [Dr. i. Vorb.]
- Musik am Hofe Kaiser Karls V. Graz (Dr. i. Vorb.)